# Грейсвілл (Огайо)
Грейсвілл (англ. Graysville) — селище (англ. village) в США, в окрузі Монро штату Огайо. Населення — 70 осіб (2020).

## Географія
Грейсвілл розташований за координатами 39°39′48″ пн. ш. 81°10′29″ зх. д. / 39.66333° пн. ш. 81.17472° зх. д. (39.663345, -81.174584).  За даними Бюро перепису населення США в 2010 році селище мало площу 2,61 км², уся площа — суходіл.

## Демографія
Згідно з переписом 2010 року, у селищі мешкало 76 осіб у 34 домогосподарствах у складі 25 родин. Густота населення становила 29 осіб/км².  Було 38 помешкань (15/км²).
Расовий склад населення:
| - 89,5 % — білих |

До двох чи більше рас належало 10,5 %. Частка іспаномовних становила 0,0 % від усіх жителів.
За віковим діапазоном населення розподілялося таким чином: 18,4 % — особи молодші 18 років, 65,8 % — особи у віці 18—64 років, 15,8 % — особи у віці 65 років та старші. Медіана віку мешканця становила 48,0 року. На 100 осіб жіночої статі у селищі припадало 100,0 чоловіків;  на 100 жінок у віці від 18 років та старших — 82,4 чоловіків також старших 18 років.
Середній дохід на одне домашнє господарство  становив 59 242 долари США (медіана — 62 500), а середній дохід на одну сім'ю — 65 596 доларів (медіана — 63 750). За межею бідності перебувало 15,2 % осіб, у тому числі 34,6 % дітей у віці до 18 років та 8,3 % осіб у віці 65 років та старших.
Цивільне працевлаштоване населення становило 30 осіб. Основні галузі зайнятості: освіта, охорона здоров'я та соціальна допомога — 26,7 %, сільське господарство, лісництво, риболовля — 23,3 %, оптова торгівля — 13,3 %, виробництво — 13,3 %.